# Aulacophora deplanchei
Aulacophora deplanchei is een keversoort uit de familie bladkevers (Chrysomelidae). De wetenschappelijke naam van de soort werd in 1864 gepubliceerd door Perroud.